# PowerGRES Plus
PowerGres Plus（パワーグレスプラス）は、富士通とSRA OSS, Inc が開発した、PostgreSQLをベースにした関係データベース管理システムのハイエンド製品。姉妹製品であるPowerGres とは主にストレージ管理エンジン部分が異なる。

## 特徴
PostgreSQL Plusは、PostgreSQLの先進的なSQLエンジン部分と、富士通製ストレージ管理エンジンSymfoware Serverのデータ入出力処理部分を組み合わせた関係データベース管理システム。外からのインターフェイスはPostgreSQLのように見えるが、システム内部処理はSympowareが実行する。
これは、PostgreSQLのストレージ管理の実装レベルが他の商用RDBMSに劣るため運用に不安が生じることをフォローすることを目的としている。ユーザは、従来のPostgreSQLそのままの開発効率と、運用の可用性向上を得ることができる。

## 歴史
2003年5月19日に富士通はPostgreSQL7.3.2と同社のDBMS SymfoWareのエンジン部分を組み合わせた新製品の開発を明らかにした。6月中に開発者向けの評価版、9月末までに日本国内の主要なPostgreSQL流通業者を通じて販売すると発表した。
2019年5月17日にPowerGres Plus V10の販売が開始された。